# Агибалов, Михаил Павлович
Михаи́л Па́влович Агиба́лов (26 октября [8 ноября] 1911 — 17 октября 1941) — советский офицер, участник боёв на Халхин-Голе и Великой Отечественной войны, Герой Советского Союза (1939).

## Биография

### Ранние годы
Родился 26 октября (8 ноября) 1911 года в селе Зуевка Бузулукского уезда Самарской губернии (ныне Нефтегорского района Самарской области) в крестьянской семье, в 4 года лишился матери, в 8 лет — отца. Русский.
С 1920 года жил в городе Самаре, где окончил 7 классов, в 1928 г. окончил школу машинистов по специальности паровозный слесарь, работал в локомотивном депо станции Самара . С 1930 по 1932 год работал на Сахалине десятником Пильвовского леспромхоза.

### Служба в РККА
В Красной Армии с 1932 года. Служил красноармейцем в 26-м артиллерийском полку в городе Николаевске-Уссурийском. В 1936 году окончил Ульяновскую бронетанковую школу, и был направлен в Забайкальский военный округ на должность командира танкового взвода 1-го танкового батальона 32-й механизированной бригады. В 1938 году назначен помощником начальника штаба 1-го танкового батальона 11-й легкотанковой бригады. Член ВКП(б) с 1939 года.

### На реке Халхин-Гол
С 11 мая по 16 сентября 1939 года М. П. Агибалов участвовал в боях с японскими войсками на реке Халхин-Гол.
Вступив 3 июля 1939 года в командование танковой ротой 1-го танкового батальона 11-й легкотанковой бригады (1-я армейская группа), старший лейтенант М. П. Агибалов личным примером воодушевлял танкистов своей роты, и в период по 30 июля 1939 года уничтожил противотанковое орудие и несколько огневых точек противника.
В ходе Баин-Цаганского сражения 4—5 июля 1939 года танк Михаила Агибалова в течение некоторого времени, пока остальные танки его роты отошли на исходные позиции для пополнения боезапаса, в одиночку удерживал высоту отражая атаки превосходящего по численности противника. Экипаж старшего лейтенанта Агибалова израсходовал практически все боеприпасы, и в момент особо критической ситуации отбивался от подошедшего вплотную врага ручными гранатами, после чего стал давить вражеские позиции гусеницами. Во время халхингольских боёв его танк несколько раз был подбит, однако получившему ожоги М. П. Агибалову каждый раз удавалось покинуть горящую машину.
Звание Героя Советского Союза, с вручением ордена Ленина, старшему лейтенанту Агибалову Михаилу Павловичу присвоено 29 августа 1939 года, — за умелое и твёрдое командование ротой и личный героизм, проявленный в июльских боях. После учреждения знака особого отличия ему вручена медаль «Золотая Звезда» № 129.

### В межвоенные годы
Возвратившись на родину, М. П. Агибалов командовал танковым батальоном, а с декабря 1939 года учился в Военной академии механизации и моторизации РККА.
Был женат; супруга — Орехова Надежда Васильевна. Имел дочь.

### В годы Великой Отечественной войны
С октября 1941 года капитан М. П. Агибалов на фронте. Командовал 1-м танковым батальоном 21-го танкового полка 21-й танковой бригады 30-й армии на Калининском фронте. Погиб смертью храбрых в бою 17 октября 1941 года, в ходе рейда 21-й танковой бригады на Калинин в деревне Напрудное Калининского района Калининской области. В бою танк М. П. Агибалова уничтожил до 20 автомашин с пехотой, 3 артиллерийских орудия, 3 огневые точки и до 50 человек живой силы противника.
Оставшись прикрывать отход своего батальона, понёсшего большие потери, Михаил Агибалов вёл бой до последнего. После того как у него кончились все боеприпасы, капитан М. П. Агибалов застрелился чтобы не попасть в плен к врагу. Первоначально числился пропавшим без вести.

Танк капитана М. П. Агибалова вёл за собой батальон «тридцатьчетвёрок» сквозь плотный вражеский огонь. Последняя радиограмма от него была получена в штабе бригады в 12.00. Последний бой он принял в деревне Напрудное, в десяти километрах от Калинина. Здесь командирская машина подожгла бензовоз и обратила в бегство множество гитлеровцев. Потом танк остановился, замолкла его пушка. Несколько орудий расстреливали машину, а она оставалась неподвижной и безмолвной. Осмелев, немецкие солдаты бегут к застывшему танку. Их отрезает пулемётная очередь… После ураганного артобстрела волна за волной набегают на танк вражеские атаки. Пулемётчик отбивает их. Бьёт короткими очередями, бережёт патроны. После одиночных выстрелов, теперь уже пистолетных, наступает тишина. Гитлеровцы окружают танк, под которым лежит рослый танкист в комбинезоне, в руке зажат пистолет ТТ. Рядом с ним — пулемёт. Этот неравный бой вёл Герой Советского Союза М. П. Агибалов, прикрывший отход своего экипажа к лесу. Он приказал своим ребятам уходить, а сам лёг за пулемёт. Таким уж человеком был Михаил Павлович: он не мог приказать подчинённому своею смертью спасать его жизнь, хотя имел на то право. Своим правом он считал спасать жизнь других.
— С. Флигельман. Всем смертям назло. 1991.
Всего в ходе рейда на Калинин батальон капитана Агибалова уничтожил 170 автомашин, 38 танков, до 20 автобусов, 34 вражеских орудия, из них 5 зажигательных, 28 миномётов, 70 мотоциклов, 2 самолёта, 2 радиостанции, свыше 500 солдат и офицеров, 12 цистерн с горючим, разгромлено 3 полевых штаба противника.
Посмертно награждён орденом Ленина (23 сентября 1942). Его останки были тайно захоронены жителями деревни Напрудное. Позже перезахоронен в деревне Аксинькино Тверской области.

## Награды
- Медаль «Золотая Звезда» Героя Советского Союза (29 августа 1939);
- Два ордена Ленина (29 августа 1939; 23 сентября 1942, посмертно);
- Орден Красного Знамени (Монголия)[10].

## Память
- В память о Герое в сёлах Зуевка и Напрудново (Тверская область) установлены обелиски;
- Именем Героя Советского Союза М. П. Агибалова названы улица в городе Самара, а также улица в его родном селе Зуевка;
- С 29 ноября 1994 года одна из улиц в микрорайоне Мамулино в Твери носит его имя[11][12];
- Имя Героя присвоено музею и школе в селе Зуевка Самарской области, а также школе-интернату № 113 города Самара и клубу в селе Напрудново Тверской области.

## Оценки и мнения
Капитан М. П. Агибалов ещё до начала халхингольских событий как-то выделялся среди командного состава нашего батальона. Нас, молодых лейтенантов, он привлекал выправкой, энергией, смелостью в принятии решений, находчивостью, душевной простотой. В бою выдержал не один десяток атак…
— М. Ф. Воротников, адъютант Г. К. Жукова.